# Liste des joueurs de NBA avec 50 points et plus sur un match de playoffs
Ceci est la liste complète des joueurs de NBA avec 50 points et plus sur un match de playoffs.

## Explications
Inscrire un minimum de 50 points dans un match de playoffs est une performance difficile à réaliser, elle engage la responsabilité individuelle d'un joueur sur la réussite collective de son équipe. Cette performance a été accomplie à 50 reprises par 33 joueurs différents. Huit joueurs l'ont réalisé plus d'une fois : Michael Jordan qui détient le record sur un match avec 63 points est celui qui en a réalisé le plus (8 fois), suivi de Wilt Chamberlain (4 fois), Allen Iverson et Donovan Mitchell (3 fois), puis Jerry West, Jamal Murray, Damian Lillard et Jayson Tatum (2 fois). Jordan est le seul à avoir terminé deux matchs de playoffs consécutifs à 50 points ou plus, il détient également 6 des 13 meilleures performances de l'histoire.
Sur les 51 fois que cette performance s'est produite, l'équipe dont le joueur a inscrit 50 points ou plus ne s'est inclinée qu'à 12 reprises, preuve de l'efficacité de l'implication individuel d'un joueur à un tel niveau. Ceci a été réalisé à 6 reprises lors des Finales NBA, à chaque fois le joueur a permis à son équipe de l'emporter (sauf LeBron James en 2018). Enfin, il est à noter que la plus haute performance, les 63 points de Jordan, s'est terminée par une défaite.
Lors de playoffs 2020, Jamal Murray et Donovan Mitchell sont devenus les premiers joueurs à inscrire chacun 50 points dans un même match de playoffs.

## Classement
|       |                                | Joueur NBA en activité                      |      |                               |                               |      |                       |
|       |                                | Joueur intronisé au Basketball Hall of Fame |      |                               |                               |      |                       |
|       |                                | Match perdu par l'équipe du joueur          |      |                               |                               |      |                       |
| MJ    | Minutes jouées                 | Minutes jouées                              | TR   | Tirs réussis                  | Tirs réussis                  | TT   | Tirs tentés           |
| Tirs% | Pourcentage aux tirs           | Pourcentage aux tirs                        | 3PR  | Panier à trois points réussis | Panier à trois points réussis | 3PT  | 3 points tentés       |
| 3P%   | Pourcentage à 3 points         | Pourcentage à 3 points                      | LFR  | lancers francs réussis        | lancers francs réussis        | LFT  | Lancers francs tentés |
| LF%   | Pourcentage aux lancers francs | Pourcentage aux lancers francs              | Reb. | Rebonds                       | Rebonds                       | Pas. | Passes                |
| Int.  | Interceptions                  | Interceptions                               | Ctr. | Contres                       | Contres                       |      |                       |

| Points | Joueur                | Équipe                    | Date            | Adversaire                     | Série                                         | Match | Score   | MJ | TR | TT | Tirs% | 3PR | 3PT | 3P%  | LFR | LFT | LF%  | Reb | Pas | Int | Ctr | Note | Ref.   |
| ------ | --------------------- | ------------------------- | --------------- | ------------------------------ | --------------------------------------------- | ----- | ------- | -- | -- | -- | ----- | --- | --- | ---- | --- | --- | ---- | --- | --- | --- | --- | --- | ------ |
| 63     | Michael Jordan        | Bulls de Chicago          | 20 avril 1986   | Celtics de Boston              | Playoffs 1986, premier tour, conférence Est   | 2     | 131-135 | 53 | 22 | 41 | .54   | 0   | 0   | –    | 19  | 21  | .91  | 5   | 6   | 3   | 2   | Double prolongation. Jordan inscrit 17 points dans le premier quart-temps, 6 au second, 13 au troisième, 18 au quatrième, 5 dans la première prolongation et 4 dans la deuxième. | [ 1 ]  |
| 61     | Elgin Baylor          | Lakers de Los Angeles     | 14 avril 1962   | Celtics de Boston              | Finales NBA 1962                              | 5     | 126-121 | 48 | 22 | 46 | .48   | –   | –   | –    | 17  | 19  | .90  | 22  | 1   | –   | –   | Record lors des Finales NBA. Baylor inscrit 18 points dans le premier quart-temps, 15 au second, 13 au troisième et 15 au quatrième. Baylor réalise, à l'époque, les records du plus grand nombre de tirs réussis et tentés sur un match de playoffs. 25 tirs tentés en une mi-temps, égale le record en playoffs. | [ 3 ]  |
| 57     | Donovan Mitchell      | Jazz de l'Utah            | 17 août 2020    | Nuggets de Denver              | Playoffs 2020, premier tour, conférence Ouest | 1     | 125-135 | 43 | 19 | 33 | .58   | 6   | 15  | .4   | 13  | 13  | 1.00 | 9   | 7   | 1   | 0   | Premier match des playoffs 2020, avec prolongation et 51 points à la fin du temps réglementaire | [ 4 ]  |
| 56     | Wilt Chamberlain      | Warriors de Philadelphie  | 22 mars 1962    | Nationals de Syracuse          | Playoffs 1962, demi-finales de division Est   | 5     | 121-104 | 48 | 22 | 48 | .46   | –   | –   | –    | 12  | 22  | .55  | 35  | 1   | –   | –   | Record du plus grand nombre de tirs tentés dans un match (48) et dans une mi-temps de playoffs (25). | [ 5 ]  |
| 56     | Michael Jordan (2)    | Bulls de Chicago          | 29 avril 1992   | Heat de Miami                  | Playoffs 1992, premier tour, conférence Est   | 3     | 119-114 | 43 | 20 | 30 | .67   | 0   | 0   | –    | 16  | 18  | .89  | 5   | 5   | 4   | 2   | 37 points en deuxième mi-temps. 2 points seulement dans le premier quart-temps ; 54 points dans les trois derniers. | [ 6 ]  |
| 56     | Charles Barkley       | Suns de Phoenix           | 4 mai 1994      | Warriors de Golden State       | Playoffs 1994, premier tour, conférence Ouest | 3     | 140-133 | 41 | 23 | 31 | .74   | 3   | 4   | .75  | 7   | 9   | .78  | 14  | 4   | 3   | 1   | 27 points au premier quart-temps, 38 points au total en première mi-temps. 11 paniers inscrits au premier quart-temps, 15 au total en première mi-temps. | [ 7 ]  |
| 56     | Jimmy Butler          | Heat de Miami             | 24 avril 2023   | Bucks de Milwaukee             | Playoffs 2023, premier tour, conférence Est   | 4     | 119-114 | 41 | 19 | 28 | .68   | 3   | 8   | .37  | 15  | 18  | .83  | 9   | 2   | 0   | 1   | Record de franchise de points marqués dans un match de playoffs, inscrit 22 et 21 de son total lors du 1er et 4e quart-temps. | [ 8 ]  |
| 55     | Rick Barry            | Warriors de San Francisco | 18 avril 1967   | 76ers de Philadelphie          | Finales NBA 1967                              | 3     | 130-124 | 46 | 22 | 48 | .46   | –   | –   | –    | 11  | 19  | .58  | 12  | 5   | –   | –   | Record de tirs tentés dans un match de playoffs. 24 tirs tentés dans chaque mi-temps. | [ 9 ]  |
| 55     | Michael Jordan (3)    | Bulls de Chicago          | 1er mai 1988    | Cavaliers de Cleveland         | Playoffs 1988, premier tour, conférence Est   | 2     | 106-101 | 44 | 24 | 45 | .53   | 0   | 0   | –    | 7   | 7   | 1.00 | 6   | 3   | 4   | 1   | 28 points en première mi-temps, 27 points en deuxième. Égale le record pour le plus de tirs tentés dans un match de playoffs. 25 tirs tentés en première mi-temps, égale un record en playoffs. 14 tirs réussis en première mi-temps.                                                                              | [ 10 ] |
| 55     | Michael Jordan (4)    | Bulls de Chicago          | 16 juin 1993    | Suns de Phoenix                | Finales NBA 1993                              | 4     | 111-105 | 46 | 21 | 37 | .57   | 0   | 1   | .00  | 13  | 18  | .72  | 8   | 4   | 0   | 0   | 22 points dans le deuxième quart-temps, 33 points au total en première mi-temps. 14 tirs réussis en première mi-temps. | [ 11 ] |
| 55     | Michael Jordan (5)    | Bulls de Chicago          | 27 avril 1997   | Bullets de Washington          | Playoffs 1997, premier tour, conférence Est   | 2     | 109-104 | 44 | 22 | 35 | .63   | 1   | 2   | .50  | 10  | 10  | 1.00 | 7   | 2   | 2   | 0   | | [ 12 ] |
| 55     | Allen Iverson         | 76ers de Philadelphie     | 20 avril 2003   | Hornets de la Nouvelle-Orleans | Playoffs 2003, premier tour, conférence Est   | 1     | 98-90   | 47 | 21 | 32 | .66   | 3   | 5   | .60  | 10  | 11  | .91  | 4   | 8   | 2   | 0   | | [ 13 ] |
| 55     | Damian Lillard        | Trail Blazers de Portland | 1er juin 2021   | Nuggets de Denver              | Playoffs 2021, premier tour, conférence Ouest | 5     | 140-147 | 52 | 17 | 24 | .71   | 12  | 17  | .71  | 9   | 10  | .90  | 6   | 10  | 1   | 3   | Établi le record du nombre de paniers à trois points inscrits sur un match de playoffs avec 12 paniers réussis. | [ 14 ] |
| 54     | John Havlicek         | Celtics de Boston         | 1er avril 1973  | Hawks d'Atlanta                | Playoffs 1973, demi-finale, conférence Est    | 1     | 134-109 | 48 | 24 | 36 | .67   | –   | –   | –    | 6   | 6   | 1.00 | 9   | 6   | –   | –   | Égale le record de tirs réussis sur un match de playoffs. 14 tirs réussis dans le premier quart-temps. | [ 15 ] |
| 54     | Michael Jordan (6)    | Bulls de Chicago          | 31 mai 1993     | Knicks de New York             | Playoffs 1993, finale, conférence Est         | 4     | 105-95  | 39 | 18 | 30 | .60   | 6   | 9   | .67  | 12  | 14  | .86  | 6   | 2   | 2   | 1   | | [ 16 ] |
| 54     | Allen Iverson (2)     | 76ers de Philadelphie     | 9 mai 2001      | Raptors de Toronto             | Playoffs 2001, demi-finale, conférence Est    | 2     | 97-92   | 47 | 21 | 39 | .54   | 3   | 5   | .60  | 9   | 9   | 1.00 | 5   | 4   | 1   | 0   | | [ 17 ] |
| 53     | Wilt Chamberlain (2)  | Warriors de Philadelphie  | 14 mars 1960    | Nationals de Syracuse          | Playoffs 1960, demi-finale, division Est      | 3     | 132-112 | 47 | 24 | 42 | .57   | –   | –   | –    | 5   | 16  | .31  | 22  |     | –   | –   | Record en playoffs de paniers inscrits sur un match. | [ 18 ] |
| 53     | Jerry West            | Lakers de Los Angeles     | 23 avril 1969   | Celtics de Boston              | Finales NBA 1969                              | 1     | 120-118 | 46 | 21 | 41 | .51   | –   | –   | –    | 11  | 13  | .85  | 3   | 10  | –   | –   | | [ 19 ] |
| 53     | Isaiah Thomas         | Celtics de Boston         | 2 mai 2017      | Wizards de Washington          | Playoffs 2017, demi-finale, conférence Est    | 2     | 129-119 | 45 | 18 | 33 | .55   | 5   | 12  | .42  | 12  | 13  | .92  | 4   | 4   | 3   | 0   | | [ 20 ] |
| 53     | Nikola Jokić          | Nuggets de Denver         | 7 mai 2023      | Suns de Phoenix                | Playoffs 2023, demi-finale, conférence Ouest  | 4     | 124-129 | 40 | 20 | 30 | .67   | 2   | 4   | .50  | 11  | 13  | .85  | 4   | 11  | 0   | 1   | Record de franchise. | [ 21 ] |
| 52     | Jerry West (2)        | Lakers de Los Angeles     | 5 avril 1965    | Bullets de Baltimore           | Playoffs 1965, finale, division Ouest         | 2     | 118-115 |    | 16 | 38 | .42   | –   | –   | –    | 20  | 21  | .95  | 5   | 9   | –   | –   | 32 points en deuxième mi-temps. Rate son premier lancer franc du match après en avoir inscrits 20 consécutifs. 14 lancers francs inscrits en une mi-temps, record en playoffs à l'époque. | [ 22 ] |
| 52     | Allen Iverson (3)     | 76ers de Philadelphie     | 16 mai 2001     | Raptors de Toronto             | Playoffs 2001, demi-finale, conférence Est    | 5     | 121-88  | 43 | 21 | 32 | .66   | 8   | 14  | .57  | 2   | 2   | 1.00 | 2   | 7   | 4   | 0   | | [ 23 ] |
| 51     | Sam Jones             | Celtics de Boston         | 28 mars 1967    | Knicks de New York             | Playoffs 1967, demi-finale, division Est      | 4     | 118-109 | 43 | 19 | 30 | .63   | –   | –   | –    | 13  | 17  | .77  | 4   | 1   | –   | –   | | [ 24 ] |
| 51     | Eric Floyd            | Warriors de Golden State  | 10 mai 1987     | Lakers de Los Angeles          | Playoffs 1987, demi-finale, conférence Ouest  | 4     | 129-121 | 44 | 18 | 26 | .692  | 2   | 3   | .67  | 13  | 14  | .93  | 3   | 10  | 4   | 0   | 39 points en seconde mi-temps, et 29 points au quatrième-temps, deux records en playoffs. Record de 12 tirs inscrits consécutivement dans le quatrième quart-temps. 15 tirs réussis en seconde mi-temps. | [ 25 ] |
| 51     | Ray Allen             | Celtics de Boston         | 30 avril 2009   | Bulls de Chicago               | Playoffs 2009, premier tour, conférence Est   | 6     | 127-128 | 59 | 18 | 32 | .56   | 9   | 18  | .50  | 6   | 7   | .86  | 5   | 3   | 3   | 0   | Triple prolongation. Égale le record de trois points inscrits sur un match de playoffs. Record de trois points tentés dans un match de playoffs. | [ 26 ] |
| 51     | Russell Westbrook     | Thunder d'Oklahoma City   | 19 avril 2017   | Rockets de Houston             | Playoffs 2017, premier tour, conférence ouest | 2     | 111-115 | 41 | 17 | 43 | .40   | 1   | 7   | .14  | 15  | 18  | .83  | 10  | 13  | 4   | 1   | | [ 27 ] |
| 51     | LeBron James          | Cavaliers de Cleveland    | 31 mai 2018     | Warriors de Golden State       | Finales NBA 2018                              | 1     | 114-124 | 47 | 19 | 32 | .59   | 3   | 7   | .43  | 10  | 11  | .91  | 8   | 8   | 1   | 1   | | [ 28 ] |
| 51     | Donovan Mitchell (2)  | Jazz de l'Utah            | 23 août 2020    | Nuggets de Denver              | Playoffs 2020, premier tour, conférence Ouest | 4     | 129-127 | 38 | 15 | 27 | .56   | 4   | 7   | .57  | 17  | 18  | .94  | 4   | 7   | 0   | 0   | Premier match de l'histoire des playoffs où deux joueurs inscrivent 50 points chacun | [ 2 ]  |
| 51     | Jayson Tatum          | Celtics de Boston         | 14 mai 2023     | 76ers de Philadelphie          | Playoffs 2023, demi-finale, conférence Est    | 7     | 112-88  | 42 | 17 | 28 | .61   | 6   | 10  | .60  | 11  | 14  | .79  | 13  | 5   | 2   | 0   | Record de points inscrits lors d'un match 7 d'une série de playoffs. | [ 29 ] |
| 50     | Bob Cousy             | Celtics de Boston         | 21 mars 1953    | Nationals de Syracuse          | Playoffs 1953, demi-finale, division Est      | 2     | 111-105 | 66 | 10 | 22 | .46   | –   | –   | –    | 30  | 32  | .94  | 3   | 2   |     |     | Record de lancer franc réussi et tenté pour l'époque. Quatre prolongations. | [ 30 ] |
| 50     | Bob Pettit            | Hawks de St. Louis        | 12 avril 1958   | Celtics de Boston              | Finales NBA 1958                              | 6     | 110-109 | 42 | 19 | 34 | .56   | –   | –   | –    | 12  | 15  | .80  |     |     | –   | –   | Marque 19 points dans le quatrième quart-temps, dont 11 consécutifs. | [ 31 ] |
| 50     | Wilt Chamberlain (3)  | Warriors de Philadelphie  | 22 mars 1960    | Celtics de Boston              | Playoffs 1960, demi-finale, division Est      | 5     | 128-107 | 45 | 22 | 42 | .52   | –   | –   | –    | 6   | 18  | .33  | 35  | 2   | –   | –   | | [ 32 ] |
| 50     | Wilt Chamberlain (4)  | Warriors de San Francisco | 10 avril 1964   | Hawks de St. Louis             | Playoffs 1964, finale, division Ouest         | 5     | 121-97  | 45 | 22 | 32 | .69   | –   | –   | –    | 6   | 10  | .60  | 15  |     | –   | –   | | [ 33 ] |
| 50     | Billy Cunningham      | 76ers de Philadelphie     | 1er avril 1970  | Bucks de Milwaukee             | Playoffs 1970, demi-finale, division Est      | 4     | 111-118 | 48 | 22 | 39 | .56   | –   | –   | –    | 6   | 8   | .75  | 10  | 2   | –   | –   | | [ 34 ] |
| 50     | Bob McAdoo            | Braves de Buffalo         | 18 avril 1975   | Bullets de Washington          | Playoffs 1975, demi-finale, conférence Est    | 4     | 108-102 | 45 | 20 | 32 | .63   | –   | –   | –    | 10  | 14  | .71  | 21  | 1   |     |     | Marque 15 points au troisième et quatrième quart-temps. | [ 35 ] |
| 50     | Dominique Wilkins     | Hawks d'Atlanta           | 19 avril 1986   | Pistons de Détroit             | Playoffs 1986, premier tour, conférence Est   | 2     | 137-125 | 33 | 19 | 28 | .68   | 0   | 0   | –    | 12  | 15  | .80  | 5   | 3   | 1   | 0   | | [ 36 ] |
| 50     | Michael Jordan (7)    | Bulls de Chicago          | 28 avril 1988   | Cavaliers de Cleveland         | Playoffs 1988, premier tour, conférence Est   | 1     | 104-93  | 44 | 19 | 35 | .54   | 0   | 0   | –    | 12  | 12  | 1.00 | 7   | 2   | 2   | 2   | 9 points dans le premier quart-temps, 20 points au second. 13 tirs réussis en première mi-temps. Le premier "back-to-back" à 50 points ou plus; Jordan est le seul joueur de l'histoire à avoir inscrit 50 ponts ou plus sur deux matchs de playoffs consécutifs.                                                  | [ 37 ] |
| 50     | Michael Jordan (8)    | Bulls de Chicago          | 5 mai 1989      | Cavaliers de Cleveland         | Playoffs 1989, premier tour, conférence Est   | 4     | 105-108 | 43 | 14 | 28 | .50   | 0   | 1   | .00  | 22  | 27  | .82  | 3   | 4   | 3   | 0   | Prolongation. 29 points en deuxième mi-temps. 16 lancers francs en première mi-temps, un record NBA en playoffs pour l'époque. | [ 37 ] |
| 50     | Karl Malone           | Jazz de l'Utah            | 22 avril 2000   | SuperSonics de Seattle         | Playoffs 2000, premier tour, conférence Ouest | 1     | 104-93  | 43 | 18 | 32 | .56   | 1   | 1   | 1.00 | 13  | 14  | .93  | 12  | 0   | 3   | 1   | Plus vieux joueur (36 ans, 273 jours) à inscrire 50 points dans un match de playoffs. | [ 38 ] |
| 50     | Vince Carter          | Raptors de Toronto        | 11 mai 2001     | 76ers de Philadelphie          | Playoffs 2001, demi-finale, conférence Est    | 3     | 102-78  | 45 | 19 | 29 | .66   | 9   | 13  | .69  | 3   | 3   | 1.00 | 6   | 7   | 1   | 4   | 19 points dans le 2e quart-temps, 34 points au total en première mi-temps. Égale le record de trois points tentés dans un match de playoffs. Record en playoffs avec 8 trois points en première mi-temps. | [ 39 ] |
| 50     | Kobe Bryant           | Lakers de Los Angeles     | 4 mai 2006      | Suns de Phoenix                | Playoffs 2006, premier tour, conférence Ouest | 6     | 118-126 | 52 | 20 | 35 | .57   | 5   | 8   | .63  | 5   | 6   | .83  | 8   | 5   | 3   | 0   | Prolongation. | [ 40 ] |
| 50     | Dirk Nowitzki         | Mavericks de Dallas       | 1er juin 2006   | Suns de Phoenix                | Playoffs 2006, finale, conférence Ouest       | 5     | 117-101 | 43 | 14 | 26 | .54   | 5   | 6   | .83  | 17  | 18  | .94  | 12  | 3   | 1   | 0   | | [ 41 ] |
| 50     | Damian Lillard (2)    | Trail Blazers de Portland | 23 avril 2019   | Thunder d'Oklahoma City        | Playoffs 2019, premier tour, conférence Ouest | 5     | 118-115 | 45 | 17 | 33 | .52   | 10  | 18  | .56  | 6   | 8   | .75  | 7   | 6   | 3   | 1   | | [ 42 ] |
| 50     | Kevin Durant          | Warriors de Golden State  | 26 avril 2019   | Clippers de Los Angeles        | Playoffs 2019, premier tour, conférence Ouest | 6     | 129-110 | 42 | 15 | 26 | .58   | 6   | 14  | .43  | 14  | 15  | .93  | 6   | 5   | 1   | 1   | | [ 43 ] |
| 50     | Jamal Murray          | Nuggets de Denver         | 23 août 2020    | Jazz de l'Utah                 | Playoffs 2020, premier tour, conférence Ouest | 4     | 127-129 | 43 | 18 | 31 | .58   | 9   | 15  | .60  | 5   | 5   | 1.00 | 11  | 7   | 0   | 1   | Premier match de l'histoire des playoffs où deux joueurs inscrivent 50 points chacun. | [ 2 ]  |
| 50     | Jamal Murray (2)      | Nuggets de Denver         | 30 août 2020    | Jazz de l'Utah                 | Playoffs 2020, premier tour, conférence Ouest | 6     | 119-107 | 43 | 17 | 24 | .71   | 9   | 12  | .75  | 7   | 9   | .78  | 5   | 6   | 0   | 0   | | [ 44 ] |
| 50     | Jayson Tatum (2)      | Celtics de Boston         | 28 mai 2021     | Nets de Brooklyn               | Playoffs 2021, premier tour, conférence Est   | 3     | 125-119 | 41 | 16 | 30 | .53   | 5   | 11  | .46  | 13  | 15  | .87  | 6   | 7   | 2   | 1   | | [ 45 ] |
| 50     | Giánnis Antetokoúnmpo | Bucks de Milwaukee        | 20 juillet 2021 | Suns de Phoenix                | Finales NBA 2021                              | 6     | 105-98  | 43 | 16 | 25 | .64   | 1   | 3   | .33  | 17  | 19  | .90  | 14  | 2   | 0   | 5   | Premier joueur à réaliser un match à minimum 50 points, 10 rebonds et 5 contres en Finales NBA | [ 46 ] |
| 50     | Stephen Curry         | Warriors de Golden State  | 30 avril 2023   | Kings de Sacramento            | Playoffs 2023, premier tour, conférence Ouest | 7     | 120-100 | 37 | 20 | 38 | .53   | 7   | 18  | .39  | 3   | 5   | .60  | 8   | 6   | 1   | 0   | | [ 47 ] |
| 50     | Joel Embiid           | 76ers de Philadelphie     | 25 avril 2024   | Knicks de New York             | Playoffs 2024, premier tour, conférence Est   | 3     | 125-114 | 40 | 13 | 19 | .64   | 5   | 7   | .71  | 19  | 21  | .90  | 8   | 4   | 0   | 1   | | [ 48 ] |
| 50     | Donovan Mitchell (3)  | Cavaliers de Cleveland    | 3 mai 2024      | Magic d'Orlando                | Playoffs 2024, premier tour, conférence Est   | 6     | 96-103  | 41 | 22 | 36 | .61   | 3   | 9   | .33  | 3   | 6   | .50  | 4   | 4   | 0   | 1   | | [ 49 ] |

## Pour approfondir
- Records NBA.